# Радиомэн
Радиомэн (англ. Radioman; род. 1951) — прозвище бывшего бездомного в Нью-Йорке, ставшего известным благодаря более 100 появлениям в фильмах и ТВ шоу в качестве камео. Его настоящее имя Крейг Кастальдо (он также известен как Крейг Шварц), но он известен как «Радиомэн» из-за радио, которое он часто носит на своей шее.
Он снялся в качестве камео в телесериалах Студия 30 и В Филадельфии всегда солнечно и в фильмах Отступники, Остров проклятых, Поцелуй на удачу, Любовь и сигареты, Эльф, Любовь с уведомлением, Блеск, Сохраняя веру, Годзилла, Выкуп, Большой папа, Миллионер поневоле, Невероятная жизнь Уолтера Митти, Другая женщина, трилогия о Джейсоне Борне и других фильмах и ТВ шоу.
Он знаменит в Нью-Йорке и о нём написали в The New York Times и New York Daily News. Вупи Голдберг взяла его на церемонию вручения Оскар в качестве гостя в один из годов, когда она его вела.

## Биография
Радиомэн вырос в Бруклине, был на армейской службе, работал в почтовой службе США. Он был бездомным около года, но нашёл работу в газетном киоске на Манхеттене и получил субсидированное жильё в Бруклине.
Первый раз он снялся в качестве камео, когда его попросили уйти, чтобы снять сцену в его газетном киоске. Когда он отказался, в сцене сняли его. Он начал посещать съемочные площадки в 1989 году, начиная с фильма Король-рыбак. Он находил съёмочные площадки с помощью водителей из профсоюза Извозчиков или находя знак «не парковаться», который обозначал начинающуюся съёмку. В 1990-е он был арестован и 6 месяцев проходил обследование в психиатрической клинике, но продолжил приходить на съемочные площадки после осовобождения. По состоянию на 2004 год он живёт в Бруклине и зарабатывает деньги продажей автографов, а также за появления в фильмах.
По данным The New York Times, он является членом Гильдии киноактеров США и «знает всё о каждом фильме, что снимается в Нью-Йорке». В качестве актёра он обычно играет бездомных или растрёпанных персонажей.

## Документальный фильм
В апреле 2012 года на фестивале документальных фильмов в Торонто Hot Docs вышел фильм о Радиомэне c названием «Radio man» В нём снялись такие звёзды как Том Круз, Робин Уильямс, Мерил Стрип, Джордж Клуни, Джош Бролин, Мэтт Деймон, Рики Джервейс, Джеймс Гандольфини, Роберт Дауни-младший, Джуд Лоу, Вупи Голдберг, Хелен Миррен, Тильда Суинтон, Альфред Молина, Рон Говард, Шайя Лабаф и Тина Фей. Они общаются с Радиомэном или рассказывают о нём. Он присутствовал на показе фильма и поучаствовал в сессии вопросов и ответов. В ходе неё рассказал, что его любимой знаменитостью является Робин Уильямс, а Мартин Скорсезе — его любимый режиссёр, с которым он работает.

## Фильмография
| Год  | Русское название                   | Оригинальное название           | Режиссёр           | Роль                                 |
| ---- | ---------------------------------- | ------------------------------- | ------------------ | ------------------------------------ |
| 1991 | Король-рыбак                       | The Fisher King                 | Терри Гиллиам      | В роли самого себя                   |
| 1996 | Выкуп                              | Ransom                          | Рон Говард         | В роли самого себя                   |
| 1997 | Донни Браско                       | Donnie Brasco                   | Майк Ньюелл        | В роли самого себя                   |
| 1998 | Годзилла                           | Godzilla                        | Роланд Эммерих     | В роли самого себя                   |
| 1998 | Осада                              | The Siedge                      | Эдвард Цвик        | N/A (stunts)                         |
| 2000 | Сохраняя веру                      | Keeping The Faith               | Эдвард Нортон      | В роли самого себя                   |
| 2000 | Никки, дьявол-младший              | Little Nicky                    | Стивен Брилл       | В роли самого себя (удалённая сцена) |
| 2000 | Мисс Конгениальность               | Miss Congeniality               | Дональд Петри      | В роли самого себя                   |
| 2001 | Блеск                              | Glitter                         | Вонди Кёртис-Холл  | В роли самого себя                   |
| 2001 | Образцовый самец                   | Zoolander                       | Бен Стиллер        | В роли самого себя                   |
| 2002 | Человек-Паук                       | Spider-man                      | Сэм Рейми          | В роли самого себя                   |
| 2002 | Миллионер поневоле                 | Mr. Deeds                       | Стивен Брилл       | В роли самого себя                   |
| 2002 | Любовь с уведомлением              | Two Weeks Notice                | Марк Лоуренс       | В роли самого себя                   |
| 2003 | Эльф                               | Elf                             | Джон Фавро         | В роли самого себя                   |
| 2003 | Как отделаться от парня за 10 дней | How To Lose A Guy In 10 Days    | Дональд Петри      | В роли самого себя                   |
| 2004 | Девушка из Джерси                  | Jersey Girl                     | Кевин Смит         | В роли самого себя                   |
| 2004 | Превосходство Борна                | The Bourne Supremacy            | Пол Гринграсс      | В роли самого себя                   |
| 2005 | Любовь и сигареты                  | Romance & Cigarettes            | Джон Туртурро      | В роли самого себя                   |
| 2006 | Поцелуй на удачу                   | Just My Luck                    | Дональд Петри      | В роли самого себя                   |
| 2006 | Отступники                         | The Departed                    | Мартин Скорсезе    | В роли самого себя                   |
| 2007 | Человек паук 3: Враг в отражении   | Spider-Man 3                    | Сэм Рейми          | В роли самого себя                   |
| 2007 | Зачарованная                       | Enchanted                       | Кевин Лима         | В роли самого себя                   |
| 2010 | Остров проклятых                   | Shutter Island                  | Мартин Скорсезе    | В роли самого себя                   |
| 2010 | Уолл-стрит: Деньги не спят         | Wall Street: Money Never Sleeps | Оливер Стоун       | В роли самого себя                   |
| 2011 | Как украсть небоскрёб              | Tower Heist                     | Бретт Ратнер       | В роли самого себя                   |
| 2012 | Рифмы с бананом                    | Rhymes With Banana              | В роли самого себя | В роли самого себя                   |
| 2013 | Кровные узы                        | Blood Ties                      | Гийом Кане         | В роли самого себя                   |
| 2013 | Radio Man                          | Radio Man                       | Мэри Керр          | В роли самого себя                   |
| 2013 | Невероятна жизнь Уолтера Митти     | The Secret Life of Walter Mitty | Бен Стиллер        | В роли самого себя                   |
| 2014 | Другая женщина                     | The Other Woman                 | Ник Кассаветис     | В роли самого себя                   |
| 2015 | Ovum                               | Ovum                            | Мэтт Отт           | В роли самого себя                   |
| 2016 | Комик                              | The Comedian                    | Тейлор Хэкфорд     | В роли самого себя                   |
| 2019 | Полуночники                        | Nighthawks                      | Грант С. Джонсон   | В роли самого себя                   |
| 2019 | Ирландец                           | The Irishman                    | Мартин Скорсезе    | В роли самого себя                   |